# 張振國
張振國（1905年—1999年），字正之，生於大清帝國湖北省沔陽縣（今湖北省仙桃市），中華民國陸軍少將，長期主管軍事情報。其女張琍敏為著名主持人。曾入中華大學預科。1924年入河南建國軍軍官學校。後畢業於陸軍軍官學校第六期警政訓練班、陸軍大學將官班乙級第二期。歷任第十三師及第十八軍排、連、營、團長。1938年2月任武漢衞戍總司令部參謀，不久任第九戰區長官部機要室主任。1939年5月任南嶽特訓班代主任。1940年任第六戰區司令長官部調查室主任。1945年任軍政部調查室主任。10月任天津警備司令部副司令。同年，曾入陸軍大學將官班乙級第二期受訓，1946年擔任廬山夏令營總隊長、辦公廳主任。任國防部第二廳軍事情報司代司長。1948年11月17日任湖北省第四區行政督察專員兼保安司令。

## 生平
張振國於1921年自武昌中華大學預科畢業。1925年南下廣州，考取黃埔軍校第六期，黃埔軍校畢業後，1926年夏，北伐軍興，張振國在國民革命軍第21師(師長陳誠)任上尉連長，以戰功升為營長。1928年在陆军第十三师服務（1929年12月擴編為國民革命軍第十三軍）1931年，陳誠調張振國到第18軍任上校團長，參與北伐、討唐、中原會戰等戰役。
1937年，抗戰軍興，蘆溝橋事變後，張振國所在的第18軍由羅卓英指揮，參加了空前慘烈的淞滬戰役，抗擊日寇。1938年初，陳誠任命張振國為第九戰區司令長官部少將銜高參，並負責主持第九戰區的軍事情報工作。中國抗日戰爭期間，國共合作在湖南開辦了南嶽游擊幹部訓練班，訓練游擊戰人員。張振國在第二期及第三期，分別訓練了兩個諜報隊，作為其情報組織的骨幹。張振國、阮成章、劉莊如領導下的情治系統，後來被稱為「研究系」，直屬陳誠。
陳誠在1938年任武漢衛戍總司令部總司令，張振國被借調到武漢衛戍總司令部，負責軍事情報收集。武漢會戰後，國民革命軍後撤，汪精衛政權接管湖北。張振國受命留在武漢，組織地下情報網。張振國與湖北省綏靖公署主任葉蓬有良好交情，他利用這個身份來打探侵華日軍情報，並送到陳誠身邊。1939年5月，張振國任南嶽特訓班代主任。1940年，任第六戰區長官部調查室少將主任。1942年，太平洋戰爭期間，陳誠出任中國遠征軍總司令部長官，張振國擔任遠征軍總司令部調查部主任，負責調度盟軍在東南亞的情報工作。
1942年8月中旬，章亞若在住處遭毒殺；張振國負責偵辦此案，逮捕下毒者黃中美。1945年，霍揆彰任雲南省警備總司令，張振國為其下屬。根據陸鏗的回憶錄，詩人聞一多被刺殺，是由張振國的手下所執行。在1962年行政院國軍退除役官兵輔導委員會計劃委員會編印的書《生命的光輝》中，〈張振國將軍革命事蹟暨傳略〉一文表示，張振國主持「制裁」共匪同路人李公樸、聞一多。在1965年的《中國一周》發表的〈哭辭公，憶往事〉一文中，張振國自述在昆明「槍殺公開污辱領袖、詆毀我抗戰的共匪重要同路人李公樸、聞一多」。
1949年，因國共內戰，張振國帶著子女隨中華民國政府遷台，居住在台北市。

## 家庭
張振國曾有兩段婚姻，其妻曾美榮。其女張琍玲。曾美榮過世後，張振國與其舊屬郭雅萍結婚。其子張亞力，其女張麗娟、張琍華、張琍婷、張琍敏、張琍慧。其中張琍華與張琍婷兩女因為當時年紀太小，無法隨同家人逃往台灣，只好留在大陸交由叔父扶養，直到多年之後才透過關係再度與父母相聚。